# Nannestads kommun
Nannestads kommun (norska: Nannestad kommune) är en kommun i Akershus fylke i sydöstra Norge. Kommunen gränsar i norr gentemot Grans och Hurdals kommuner, i öster mot Eidsvolls och Ullensakers kommuner, i söder mot Gjerdrums kommun och i väster mot Nittedals och Lunners kommuner. Centralort är tätorten Teigebyen.
I kommunen finns fyra kyrkor, Nannestads kyrka som uppfördes under 1100-talet, Holters kyrka från 1600-talet, Bjørke kyrka från 1697 samt Stensgårds kyrka från 1902.

## Administrativ historik
Nannestads kommun upprättades den 1 januari 1838 (som Nannestad formannskapsdistrikt) när Formannskapslovene från 1837 trädde i kraft. Kommunens gränser har förblivit oförändrade sedan dess.

## Kommunvapen
Blasonering: I grønt en gull hestehovplante.
(I grönt fält en hästhov av guld.)
Kommunvapnet godkändes genom kunglig resolution den 13 juli 1990. Motivet har valts med anledning av att det finns mycket lerjord i kommunen och därför syns också hästhoven överallt i bygden på våren. De tre blommorna kan därtill syfta på de tre socknarna Bjørke, Holter och Nannestad. Som heraldiskt motiv är hästhoven en nyskapelse.

## Tätorter
I Nannestads kommun finns sex tätorter:
- Eltonåsen
- Løkenfeltet
- Maura
- Rustad
- Teigebyen (centralort)
- Åsgrenda

## Socknar
Inom Norska kyrkan är Nannestads kommun indelad i fyra socknar:
- Bjørke socken
- Holters socken
- Nannestads socken
- Stensgårds socken

Socknarna ingår i Øvre Romerike prosteri i Borgs stift.